# Universidad del Norte
Universidad del Norte är ett universitet i Colombia.   Det ligger i kommunen Puerto Colombia och departementet Atlántico, i den norra delen av landet, 700 km norr om huvudstaden Bogotá.